# Bankgiroloterij (equip ciclista)
El Bankgiroloterij fou un antic equip ciclista neerlandès que va córrer entre el 1999 i el 2004. El 2005 es va fusionar amb l'equip japonès Shimano Racing i es va crear el nou equip Shimano-Memory Corp.

## Principals victòries
- Ster van Zwolle: Rik Reinerink (1999), Paul van Schalen (2000), Rudie Kemna (2001)
- Olympia's Tour: Jan van Velzen (2000)
- Gran Premi Midtbank: Rudie Kemna (2001, 2002)
- Circuit del País de Waes: Martin Van Steen (2001)
- Volta a Holanda del Nord: Stefan van Dijk (2001), Rudie Kemna (2002), Jans Koerts (2003)
- Volta a Bèlgica: Bart Voskamp (2002)
- Volta Limburg Classic: Corey Sweet (2002), Allan Johansen (2004)
- Ster Elekrotoer: Bart Voskamp (2002), Gerben Löwik (2003)
- Tour de Drenthe: Rudie Kemna (2002, 2003)
- Gran Premi Pino Cerami: Bart Voskamp (2003)
- Circuit Franco-Belga: Gerben Löwik (2003)
- Brussel·les-Ingooigem: Jans Koerts (2003)
- Tour Beneden-Maas: Jans Koerts (2003)
- Gran Premi d'Isbergues: Jans Koerts (2003)
- Gran Premi Jef Scherens: Allan Johansen (2004)

### Grans Voltes
- Tour de França
  - 0 participacions

- Giro d'Itàlia
  - 0 participacions

- Volta a Espanya
  - 0 participacions

## Classificacions UCI
Fins al 1998 els equips ciclistes es trobaven classificats dins l'UCI en una única categoria. El 1999 la classificació UCI per equips es dividí entre GSI, GSII i GSIII. D'acord amb aquesta classificació els Grups Esportius I són la primera categoria dels equips ciclistes professionals. La següent classificació estableix la posició de l'equip en finalitzar la temporada.
| Temporada | Classificació per equips | Millor ciclista en la classificació individual |
| --------- | ------------------------ | ---------------------------------------------- |
| 1999      | 39è GSII                 | Rudie Kemna (326è)                             |
| 2000      | 38è GSII                 | Wim Omloop (328è)                              |
| 2001      | 10è GSII                 | Bart Voskamp (109è)                            |
| 2002      | 2n GSII                  | Bart Voskamp (44è)                             |
| 2003      | 1r GSII                  | Gerben Löwik (61è)                             |
| 2004      | 29è                      | Allan Johansen (145è)                          |